# AP Columbae

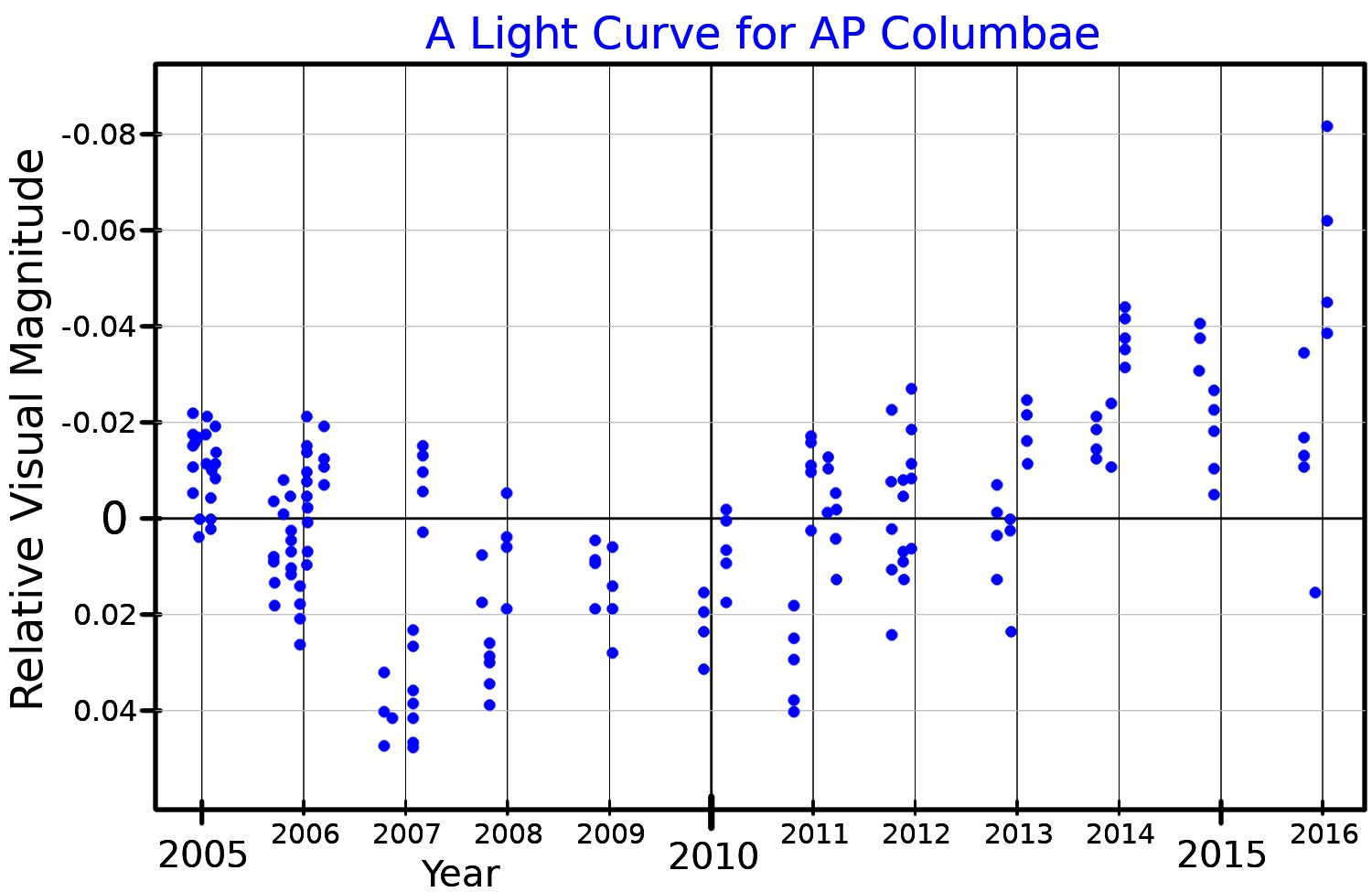
Lichtkromme van AP Col

AP Columbae is een rode dwerg met een spectraalklasse van M4.5Ve. De ster bevindt zich 28,26 lichtjaar van de zon.